# Lužany nad Trotinou
Lužany (deutsch Luschan) ist eine Gemeinde in Tschechien. Sie liegt zehn Kilometer westlich von Jaroměř und gehört zum Okres Hradec Králové.

## Geographie
Lužany befindet sich auf der Velichovská tabule (Welchower Tafel) am Flüsschen Trotina. Östlich erhebt sich der Hügel Vražba (319 m).
Nachbarorte sind Lhota, Chotěborky und Kalnovec im Norden, Hustířany im Nordosten, Neznášov im Osten, Habřina im Südosten, Frantov und Račice nad Trotinou im Süden, Hořiněves und Vrchovnice im Südwesten, Žíželeves und Čenice im Westen sowie Jeřičky und Malý Vřešťov im Nordwesten.

## Geschichte
Lužany wurde im Jahre 1394 erstmals urkundlich erwähnt. Ab 1405 ist das Rittergeschlecht der Střížek von Lužany nachweisbar. Zum Ende des 15. Jahrhunderts erwarb Mikuláš Trčka von Lípa auf Lichtenburg das Dorf und schloss es der Herrschaft Smiřice an. Ihm folgten Wilhelm Trčka von Lípa, Johann Dietrich der Ältere von Žerotín, Wilhelm von Waldstein auf Hermanitz, Adam Sylvar von Pilnikau auf Schurz und Jan Rudolf Trčka von Lípa. Dieser fiel nach seinem Tod 1634 in Ungnade, und seine Güter wurden 1636 von Kaiser Ferdinand II. konfisziert und an Matthias Graf von Gallas verkauft. Es folgten die Sternberger, Johann Wenzel von Paar sowie Kaiser Joseph II.
Nach der Aufhebung der Patrimonialherrschaften bildete Lužany mit dem Ortsteil Lhota ab 1850 eine Gemeinde im Bezirk Königinhof. 1863 kaufte der Reichenberger Textilfabrikant Johann Liebieg die Güter. Aus dem Besitz dessen Sohnes Franz fiel Lužany 1881 wegen Überschuldung dem k.k. Familienfonds zu. Zwischen 1875 und 1876 entstand das Schulhaus, das heute Sitz des Gemeindeamtes und der Post ist. 1886 entstand die „Pastouška“, ein Armenhaus.
Zwischen 1949 und 1960 gehörte das Dorf zum Okres Jaroměř und kam am 1. Jänner 1961 nach dessen Auflösung zum Okres Hradec Králové. Zwischen 1980 und 1990 war Lužany nach Hořiněves eingemeindet. Im Zuge der Eingemeindung verlor Lhota seinen Status als Ortsteil.

## Gemeindegliederung
Für die Gemeinde Lužany sind keine Ortsteile ausgewiesen. Zu Lužany gehört die Ansiedlung Lhota.

## Sehenswürdigkeiten
- Reste der Burg Kozamberk, nördlich von Lhota
- Reste der Feste Vražba, archäologische Fundstätte, östlich des Dorfes. Die in der zweiten Hälfte des 13. Jahrhunderts errichtete Feste wurde in der Zeit zwischen der brandenburgischen Invasion von 1278 und dem Aussterben der Přemysliden im Jahre 1306 zerstört. Sie war Sitz der Herren von Neznášov, die nach der Zerstörung der Feste einen Kilometer nördlich die Burg Rothenberg errichteten.
- Reste der Burg Rotmberk (Rothenberg), östlich des Ortes
- Marterl aus dem Jahre 1758, an der Gastwirtschaft